# Puebla del Prior
Puebla del Prior è un comune spagnolo di 560 abitanti situato nella comunità autonoma dell'Estremadura, comarca Tierra de Barros.